# Teresa Cuervo Borda
Teresa Cuervo Borda (Cali, 28 de marzo de 1889 - Bogotá, 9 de junio de 1976) fue una museóloga, gestora cultural y artista colombiana.
Realizó aportes al desarrollo de los museos y a la cultura nacional. Además de ser la directora del Museo Colonial entre 1942 y 1946, Cuervo es recordada por ser la primera mujer en dirigir el Museo Nacional, cargo que ejerció durante 28 años, entre 1946 y 1974.

## Biografía

### Educación y primeros años
Cuervo nació en Cali, en 1889, en el seno de una familia de la aristocracia bogotana. Pese a ser caleña de nacimiento, desarrolló la mayor parte de su vida en la capital colombiana, centro de poder de su familia.

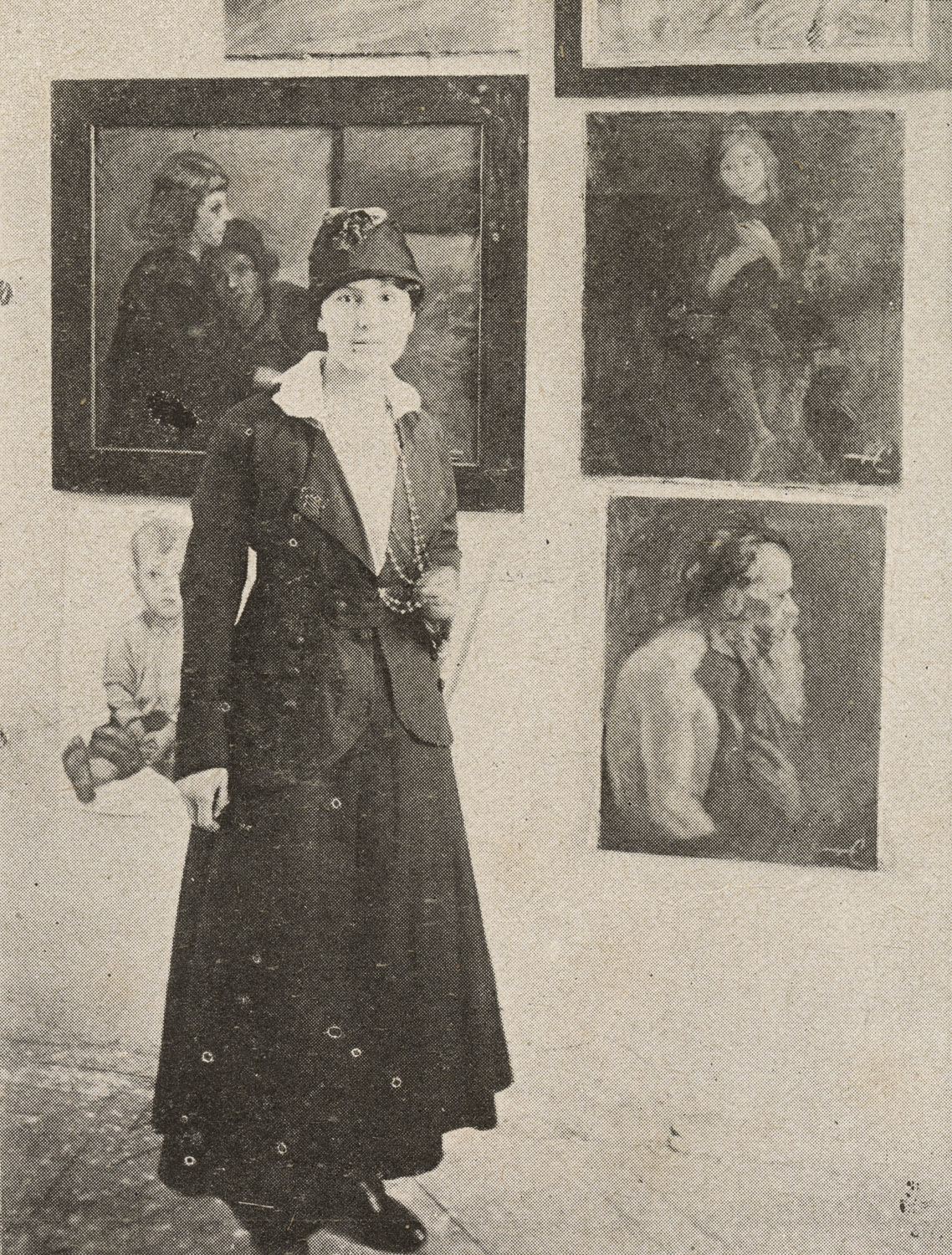
Teresa Cuervo Borda posa en 1916 junto a una de sus obras.

En Bogotá, Cuervo ingresó a la Escuela de Bellas Artes, donde recibió clases de pintura de Andrés de Santa María y de Coriolano Leudo. En Caracas, otro de los lugares en donde su padre trabajó, tomó clases con Tito Salas, y, finalmente, en la década de los veinte, se instaló junto con el resto de su familia en Ciudad de México y estudió en la Academia de San Carlos. A partir de esta educación recibida, la historiografía del arte considera a Cuervo como una de las primeras artistas profesionales en Colombia, al lado de Inés Acevedo Biester, Margarita Holguín y Caro y Carolina Cárdenas.

### Gestión cultural y labor en museos
Cuervo incursionó en la gestión cultural desde 1938, cuando preparó las exposiciones conmemorativas para la celebración del IV Centenario de la Fundación de Bogotá. En 1939 dirigió la Sección de Exposiciones y Museos del Ministerio de Educación, donde gestionó eventos culturales en espacios de exhibición ubicados en la Biblioteca Nacional, como el Salón Nacional de Artistas de 1940.
En 1942, tras la creación del Museo de Arte Colonial, el Ministerio de Educación la nombró Directora. Durante su gestión en esta institución logró la adquisición de importantes obras de arte colonial, como por ejemplo, un conjunto de 106 dibujos realizados por Gregorio Vasquez de Arce y Ceballos. Otro de sus logros, fue la creación de la Asociación de Amigos de Arte Colonial, una solución a la precaria situación económica con la que se fundó el museo.

En 1946 Cuervo fue designada por el Gobierno Nacional de Alberto Lleras Camargo como directora del Museo Nacional de Colombia, la primera mujer en dirigir la institución desde su fundación en 1823. Su primera tarea fue trasladar el museo al edificio del Panóptico, lugar en el que funcionó la antigua Penitenciaría Central de Cundinamarca. La fecha de apertura del museo en su nueva localización estaba prevista para el 9 de abril de 1948, sin embargo, dados los eventos relacionados con el Bogotazo, tuvo que ser pospuesta hasta el 2 de mayo. Sobre el 9 de abril, hay varias anécdotas que reflejan la pasión con la que Cuervo cuidó el patrimonio y objetos que resguardaba el museo de los desmanes que se vivieron ese día, tal como lo narra su sobrina Elvira Cuervo de Jaramillo, quien también sería años después directora de la misma institución: 
El museo se inauguraba el 9 de abril, cosa que no se pudo hacer. Teresa tuvo la valentía de enfrentarse a los que querían quemarlo. Quemaron todas las banderas de la Conferencia Panamericana y volvieron los postes como unos tallarines. Yo estaba dentro, tenía siete años y Teresa tuvo la valentía de decirles: “Miren, esto no es la cárcel y si ustedes quieren entrar, será sobre mi cadáver”. Yo no sé ellos, como que se asustaron, vieron una mujer tan brava y se alejaron. 
Durante los 28 años que dirigió el Museo Nacional, Cuervo hizo notables aportes al crecimiento y consolidación de este museo. Se esforzó por crear una identidad nacional que contara la historia de Colombia a través de objetos pertenecientes a cuatro colecciones: Arte, Arqueología, Historia y Antropología. Así, reunió en un solo espacio las colecciones del antiguo Museo de Bellas Artes, fundado en 1903, y las colecciones de etnografía y arqueología del Museo Nacional de Etnología y Arqueología, creado en 1938.
Cuervo incentivó el mecenazgo y motivó a que varios políticos y coleccionistas donaran al museo importantes objetos de la historia política y de la historia del arte colombiano. Así, el museo acrecentó la colección de obras de arte realizadas por los principales pintores del siglo XIX, como Epifanio Garay, así como también ingresaron a colección obras de artistas modernos como Alejandro Obregón. Dos de las principales donaciones fueron las realizadas por el político, periodista y coleccionista Eduardo Santos Montejo, quien donó aproximadamente 341 objetos artísticos e históricos, y otra por las fundaciones creadas por Beatriz Osorio Sierra que llegó a donar alrededor de 200 piezas, especialmente obras de arte.
A lo largo de su dirección, el Museo Nacional desarrolló más de 170 exposiciones temporales y se convirtió en la sede del Salón Nacional de Artistas. Durante su gestión se adelantaron los procesos de catalogación de la colección, se registraron todos los objetos con su respectivo número y se elaboraron dos catálogos del Museo Nacional de Colombia, el primero en 1960 y el segundo en 1968.
Cuervo se interesó por aumentar la presencia de los museos colombianos en organizaciones museísticas a nivel mundial y regional. En 1965 participó en la VII Conferencia General del Consejo Internacional de Museos (ICOM, por su sigla en inglés) e incentivó en 1970 la creación de la Asociación Colombiana de Museos, Casas de Cultura y Galerías de Arte (ACOM). Representó a Colombia y sus museos en la Royal Society of Arts de Londres, la Society of Woman Geographers de Washington D.C., la Comisión Nacional de Museos de la Unesco y la Comisión Interamericana de Mujeres con sede en Washington D. C. A nivel nacional también hizo parte de la Junta Asesora del Museo de Arte Colonial y la Sociedad de Mejoras y Ornato de Bogotá. Todas estas actividades en el sector cultural le valieron el título de “primera museóloga del país”.
Cabe resaltar que en esta labor de gestión y de dirección de museos fue fundamental el capital cultural y el círculo social que tenía Cuervo Borda, pues entre sus amigos más cercanos estaban influyentes personalidades colombianas como Daniel Samper Ortega, Álvaro Gómez Hurtado o los poetas Antonio Gómez Restrepo, Ismael Enrique Arciniegas y Guillermo Valencia.
En septiembre de 1974, Cuervo renunció a la dirección del museo y le cedió su puesto a Emma Araujo de Vallejo, hija de su prima hermana y quien fue directora del museo hasta 1982. En 1976 Cuervo falleció en Bogotá.

## Familia

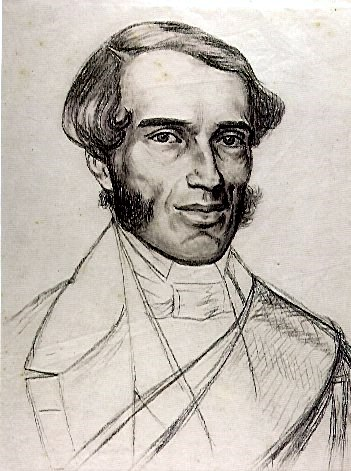
Rufino Cuervo, su bisabuelo paterno.

Teresa era miembro de la tradicional familia bogotana de Los Cuervo. Su padre era el académico, escritor, científico y diplomático colombiano Carlos Cuervo Márquez, político del Partido Conservador Colombiano; y su madre, Elisa Borda Rueda. Sus hermanos eran Carlos, Elisa, María del Socorro, María de los Dolores, Julia, Elena, y Clara María Cuervo Borda, siendo la séptima de ocho hijos.
Su padre era hijo del político Luis María Cuervo Urisarri, sobrino del poeta Rufino José, del político Antonio Basilio, y del escritor Ángel Cuervo Urisarri, nieto del poeta y político Rufino Cuervo Barreto, y del expresidente José Ignacio de Márquez. Eran hermanos suyos (y por tanto tíos de Teresa), el médico Luis, y el pol̟itico Emilio Cuervo Márquez.
Cuervo era prima del académico Luis Augusto Cuervo Pérez (hijo de su tío Luis), y su tío Emilio estaba casado con la hermana del político Manuel María Mallarino Isaacs, ambos nietos del expresidente Manuel María Mallarino.

## Reconocimientos
- Fue condecorada con la Cruz de Boyacá en 1973.
- En su honor, el auditorio del Museo Nacional de Colombia lleva su nombre.
- En 1990, para celebrar el centenario de su nacimiento, se imprimieron 600 000 sellos del correo aéreo con su imagen y la fachada del Museo Nacional.
- Forma parte del proyecto Mujeres Investigadoras en los Archivos Estatales (1900-1970) del Ministerio de Cultura. Busca visibilizar a las investigadores que han desarrollado su labor en alguno de los nueve archivos competencia de dicho ministerio entre los años 1900 y 1970: Archivo Histórico Nacional, el Archivo de la Corona de Aragón, el Archivo General de Simancas, el Archivo General de Indias, el Archivo de la Real Chancillería de Valladolid, el Archivo General de la Administración y el Centro de Información Documental de Archivos. [12]